# Солнье, Раймон
Раймон Солнье (фр. Raymond Victor Gabriel Jules Saulnier; 27 сентября 1881 — 4 марта 1964) — французский авиаинженер, разработчик Blériot XI, разработчик первой системы синхронизации стрельбы через пропеллер, сооснователь «Моран-Солнье».

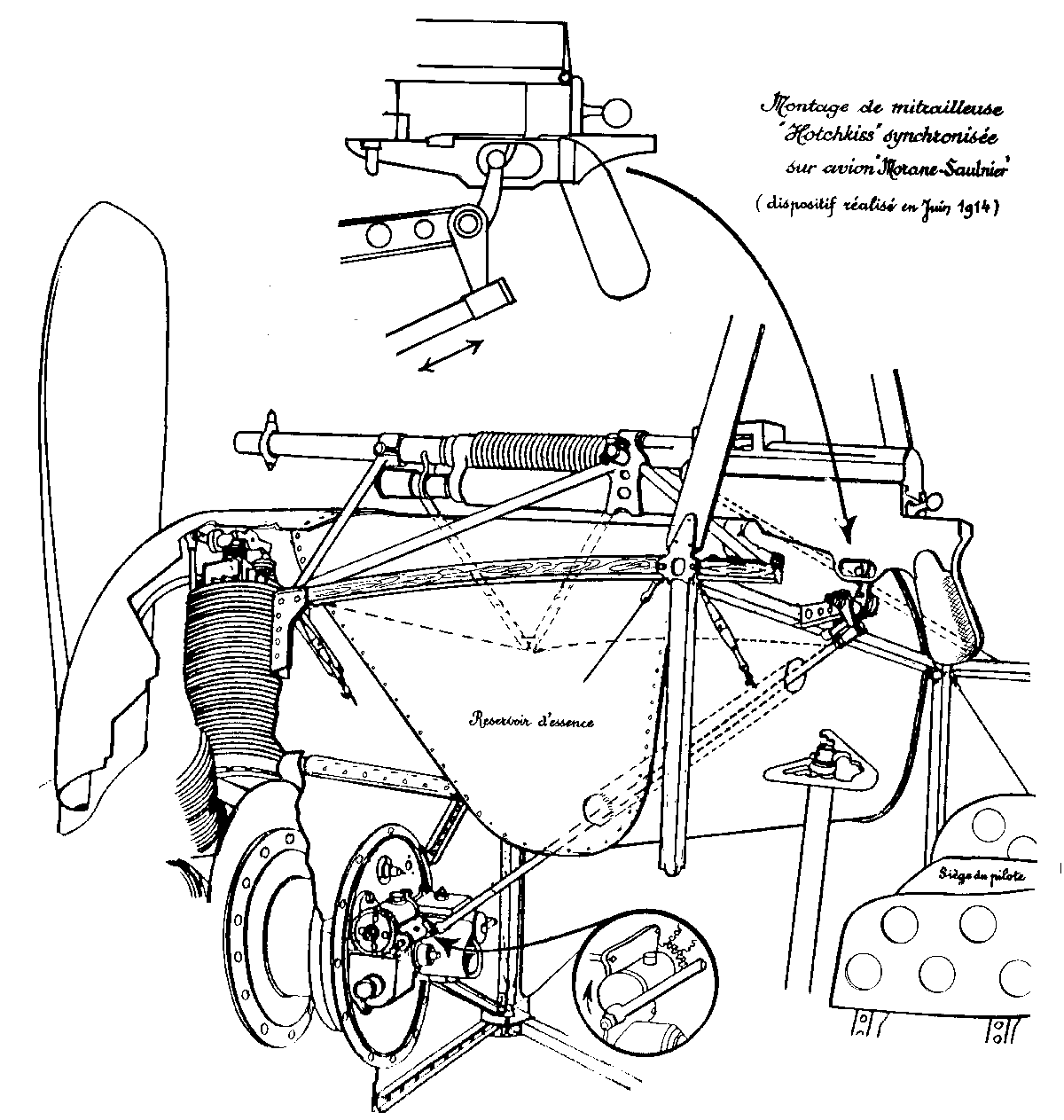
Схема синхронизатора стрельбы, патент 1914 года